# 毛茎狸藻组
毛茎狸藻组（学名：Utricularia sect. Setiscapella）为狸藻属下的一组。其下物种为小型或中型陆生或半水生食虫植物。除斯坦菲尔德狸藻（U. stanfieldii）为非洲特有种和尖叶狸藻分布于热带外，都为中美洲和南美洲的特有种。1916年，约翰·亨德利·伯恩哈特（John Hendley Barnhart）描述了该组。1973年，小宮定志将该组身为狸藻属的一个亚属。而在1986年，彼得·泰勒的《狸藻属——分类学专著》中又将其恢复为组。